# Isseksi
Isseksi  (in arabo اسكسي‎?) è un centro abitato e comune rurale del Marocco situato nella provincia di Azilal, regione di Béni Mellal-Khénifra. Conta una popolazione di 1 674 abitanti (censimento 2014).